# Wilfried Beyhl
Wilfried Karl Beyhl (* 27. Mai 1945 in Lauenburg in Pommern) ist ein deutscher evangelischer Theologe.

## Werdegang
Beyhl wuchs in Marburg, Gunzenhausen und Augsburg auf. Er studierte von 1965 bis 1970 evangelische Theologie in Neuendettelsau, Göttingen, Erlangen und Tübingen. 1973 wurde er als Pfarrer der Evangelisch-Lutherischen Landeskirche in Bayern ordiniert. Vom 1. April 1976 bis zum 31. Dezember 1985 war Beyhl Pfarrer in Creidlitz. 1986 übernahm er das Amt des Landesjugendpfarrers für Bayern und war zugleich Vorsitzender der Arbeitsgemeinschaft der Evangelischen Jugend in Deutschland.
Von 1992 bis zur Pensionierung 2009 war er Regionalbischof für den Kirchenkreis Bayreuth und Mitglied der Kirchenleitung der Evangelisch-Lutherischen Kirche in Bayern.

## Ehrungen
- 2011: Verdienstkreuz am Bande der Bundesrepublik Deutschland

## Quelle
- Wer ist wer in Bayreuth

| Personendaten    | Personendaten                             |
| ---------------- | ----------------------------------------- |
| NAME             | Beyhl, Wilfried                           |
| ALTERNATIVNAMEN  | Beyhl, Wilfried Karl (vollständiger Name) |
| KURZBESCHREIBUNG | deutscher evangelischer Theologe          |
| GEBURTSDATUM     | 27. Mai 1945                              |
| GEBURTSORT       | Lauenburg in Pommern                      |